# Can Serra (métro de Barcelone)
Can Serra est une station de la ligne L1 du métro de Barcelone. Elle est située dans la ville de L'Hospitalet de Llobregat, sur le territoire de l'Aire métropolitaine de Barcelone, en Catalogne.
Elle est mise en service en 1987.

## Situation sur le réseau

Plan du métro de Barcelone (2019).

Établie en souterrain, la station Can Serra est située sur la ligne 1 du métro de Barcelone, entre la station Rambla Just Oliveras en direction de la station terminus Hospital de Bellvitge, et la station Florida, en direction de la station terminus Fondo,.

## Histoire
La station Can Serra est mise en service le 24 avril 1987 sur la ligne L1 du métro de Barcelone. Elle doit son nom au quartier, qui lui même a été nommé en rappel d'un ancien manoir.